# Donglai (sockenhuvudort i Kina, Jilin Sheng, lat 41,65, long 126,14)
Donglai är en sockenhuvudort i Kina. Den ligger i provinsen Jilin, i den nordöstra delen av landet, omkring 260 kilometer söder om provinshuvudstaden Changchun. Antalet invånare är 5 163. Befolkningen består av 2 471 kvinnor och 2 692 män. Barn under 15 år utgör 12,0 %, vuxna 15-64 år 77 %, och äldre över 65 år 10,0 %.
Runt Donglai är det ganska tätbefolkat, med 67 invånare per kvadratkilometer. Närmaste större samhälle är Tonghua, 19,6 km väster om Donglai. I omgivningarna runt Donglai växer i huvudsak blandskog.
Genomsnittlig årsnederbörd är 1 123 millimeter. Den regnigaste månaden är juli, med i genomsnitt 335 mm nederbörd, och den torraste är januari, med 11 mm nederbörd.